# Campeonato de Europa de patinaje de velocidad en línea 2011
El Campeonato de Europa de patinaje de velocidad en línea de 2011 tuvo lugar del 30 de julio al 6 de agosto, disputándose en las localidades neerlandesas de Heerde y Zwolle. Fue la segunda ocasión en la que Países Bajos organizó el campeonato continental, tras la edición de 2004 también en Heerde y Groningen.
Los participantes más exitosos fueron Sabine Berg con tres medallas de oro en mujeres y Bart Swings con seis medallas de oro en hombres.

## Mujeres
| Distancia                   | Oro                                                                  | Plata                                                               | Bronce                                                                |
| Pista                       | Pista                                                                | Pista                                                               | Pista                                                                 |
| --------------------------- | -------------------------------------------------------------------- | ------------------------------------------------------------------- | --------------------------------------------------------------------- |
| 300 m Sprint Individual     | Erika Zanetti                                                        | Jana Gegner                                                         | Nicoletta Falcone                                                     |
| 500 m Sprint                | Jana Gegner                                                          | Bianca Roosenboom                                                   | Erika Zanetti                                                         |
| 1.000 m Sprint              | Manon Kamminga                                                       | Jana Gegner                                                         | Erika Zanetti                                                         |
| 10.000 m Puntos/Eliminación | Arianna Arcidiacono                                                  | Francesca Lollobrigida                                              | Mareike Thum                                                          |
| 10.000 m Eliminación        | Nathalie Barbotin                                                    | Sabine Berg                                                         | Francesca Lollobrigida                                                |
| 3.000 m Relevos             | Alemania · Sabine Berg · Jana Gegner · Mareike Thum                  | Países Bajos · Bianca Roosenboom · Manon Kamminga · Mariska Huisman | Francia Laetitia Lehiban Justine Halbout Clémence Halbout             |
| Ruta                        |                                                                      |                                                                     |                                                                       |
| 200 m Sprint Individual     | Erika Zanetti                                                        | Nicoletta Falcone                                                   | Desire Contenti                                                       |
| 500m Sprint                 | Sabine Berg                                                          | Erika Zanetti                                                       | Jana Gegner                                                           |
| 10.000 m Puntos             | Nathalie Barbotin                                                    | Elma de Vries                                                       | Mariska Huisman                                                       |
| 15.000 m Eliminación        | Sabine Berg                                                          | Francesca Lollobrigida                                              | Jana Gegner                                                           |
| 5.000 m Relevos             | Países Bajos · Mannon Kamminga · Bianca Roosenboom · Mariska Huisman | Alemania · Sabine Berg · Jana Gegner · Mareike Thum                 | Italia · Arianna Arcidiacono · Francesca Lollobrigida · Erika Zanetti |
| Larga distancia             |                                                                      |                                                                     |                                                                       |
| 42.195 m Marathon           | Nele Armee                                                           | Sabine Berg                                                         | Jana Gegner                                                           |

## Hombres
| Distancia                   | Oro                                                   | Plata                                                         | Bronce                                                          |
| Pista                       | Pista                                                 | Pista                                                         | Pista                                                           |
| --------------------------- | ----------------------------------------------------- | ------------------------------------------------------------- | --------------------------------------------------------------- |
| 300 m Sprint Individual     | Ronald Mulder                                         | Nicolas Pelloquin                                             | Ioseba Fernández                                                |
| 500 m Sprint                | Ronald Mulder                                         | Nicolas Pelloquin                                             | Ioseba Fernández                                                |
| 1.000 m Sprint              | Bart Swings                                           | Elton de Souza                                                | Crispijn Ariens                                                 |
| 10.000 m Puntos/Eliminación | Bart Swings                                           | Yann Guyader                                                  | Ingmaar Berga                                                   |
| 15.000 m Eliminación        | Bart Swings                                           | Fabio Francolini                                              | Yann Guyader                                                    |
| 3.000 m Relevos             | Francia Yann Guyader Brian Lepine Nicolas Pelloquin   | Países Bajos · Crispijn Ariens · Koen Verweij · Michel Mulder | España · Ioseba Fernández · Patxi Peula · Íñigo Vidondo         |
| Ruta                        |                                                       |                                                               |                                                                 |
| 200 m Sprint Individual     | Ioseba Fernández                                      | Matthias Schwierz                                             | Michel Mulder                                                   |
| 500m Sprint                 | Ioseba Fernández                                      | Michel Mulder                                                 | Nicolas Pelloquin                                               |
| 10.000 m Puntos             | Bart Swings                                           | Crispijn Ariens                                               | Ewen Fernandez                                                  |
| 20.000 m Eliminación        | Bart Swings                                           | Yann Guyader                                                  | Brian Lepine                                                    |
| 5.000 m Relevos             | Bélgica · Bart Swings · Maarten Swings · Ferre Spruyt | Francia Yann Guyader Brian Lepine Ewen Fernandez              | Italia · Lorenzo Cassioli · Andrea Angeletti · Fabio Francolini |
| Larga distancia             |                                                       |                                                               |                                                                 |
| 42.195 m Marathon           | Yann Guyader                                          | Fabio Francolini                                              | Gary Hekman                                                     |

## Medallero
| Platz | País         | Oro | Plata | Bronce | Total |
| ----- | ------------ | --- | ----- | ------ | ----- |
| 1.    | Bélgica      | 7   | 0     | 0      | 7     |
| 2.    | Francia      | 4   | 6     | 5      | 15    |
| 2.    | Países Bajos | 4   | 2     | 4      | 15    |
| 4.    | Alemania     | 4   | 6     | 4      | 14    |
| 5.    | Italia       | 3   | 6     | 7      | 16    |
| 6.    | España       | 2   | 0     | 1      | 3     |